# 泰勒斯布里奇 (特拉華州)
泰勒斯布里奇（英語：Taylors Bridge）是位於美國特拉華州紐卡斯爾縣的一個非建制地區。該地的面積和人口皆未知。

## 地理
泰勒斯布里奇的座標為39°24′22″N 75°35′21″W / 39.40611°N 75.58917°W，而該地的平均海拔高度為3米（即10英尺）。